# Garbo (film)
Pour les articles homonymes, voir Garbo.
Pour plus de détails, voir Fiche technique et Distribution.
Garbo est un film australien réalisé par Ron Cobb, sorti en 1992.

## Synopsis
Les aventures de deux éboueurs australiens incompétents.

## Fiche technique
- Titre : Garbo
- Réalisation : Ron Cobb
- Scénario : Patrick Cook, Neill Gladwin, Stephen Kearney et Hugh Rule
- Musique : Allan Zavod
- Photographie : Geoff Burton
- Montage : Neil Thumpston
- Production : Hugh Rule
- Société de production : Eclectic Films
- Pays :  Australie
- Genre : Comédie
- Durée : 100 minutes
- Dates de sortie : 
  -  Australie : 21 mai 1992

## Distribution
- Stephen Kearney : Steve
- Neill Gladwin : Neill
- Max Cullen : Wal
- Simon Chilvers : le détective
- Gerard Kennedy : Trevor
- Moya O'Sullivan : Freda
- Imogen Annesley : Jane
- Tommy Dysart : Bagpipes
- Max Fairchild : Big Feral
- Roderick Williams : The Pope
- David Glazebrook : Fragile

## Bande-son
Le groupe The Pogues a enregistré la chanson In and Out pour la bande originale du film.